# Конюша Руслан Сергійович
Русла́н Сергі́йович Конюша (8 листопада 1994, м. Лисичанськ, Луганська область, Україна — 19 липня 2017, смт Новотошківське, Попаснянський район, Луганська область, Україна) — старший солдат Збройних сил України, учасник російсько-української війни.

## Біографія
Народився 1994 року в місті Лисичанськ на Луганщині. Був наймолодшим з чотирьох синів. Здобув середню спеціальну освіту. Родина мешкала в місті Олександрівськ, що за кілька кілометрів від Луганська.
Брав активну участь у подіях Революції Гідності в Києві, де перебував у 2-й сотні Самооборони Майдану, яка відповідала за 2-гу барикаду та вулицю Грушевського.
З початком російської збройної агресії проти України у віці 19 років пішов добровольцем на фронт захищати рідну Луганщину, у 2014—2015 роках воював у батальйоні МВС «Луганськ-1» та батальйоні «Айдар», позивний «Галіфе» (побратими також називали його «Руслан Луганський»).
З серпня 2015 по травень 2016 року його тримали в СІЗО м. Києва за звинуваченням за ст. 263 КК України («Незаконне поводження зі зброєю, бойовими припасами або вибуховими речовинами») та ст. 187 («Розбій»), 18 травня 2016 року був звільнений під заставу.
Згодом продовжив військову службу за контрактом.
Старший солдат, військовослужбовець 58-ї окремої мотопіхотної бригади, військова частина А1376, м. Конотоп, Сумська область.
19 липня 2017 року, близько 18:00, поблизу смт Новотошківське Попаснянського району, під час патрулювання території біля лісопосадки спрацювала стрибаюча осколкова міна ОЗМ-72. Внаслідок вибуху двоє бійців загинули на місці, один дістав важкі поранення, врятувати його життя не вдалось. Ще троє військовослужбовців зазнали поранень. Разом із Русланом загинули молодший сержант Роман Детинченко і старший солдат Ілля Тимофієв.
Похований 22 липня на кладовищі села Бобриця Канівського району Черкаської області, куди його родина переїхала з окупованої Луганщини.

## Родина
Батьки Надія та Сергій Конюші понад 35 років займаються бджолярством. В Олександрівську на Луганщині у них була своя пасіка, 80 % якої знищено обстрілами. Спочатку родина Конюш переїхала з окупованої території на Полтавщину, а через рік оселилася на Канівщині в селі Бобриця, де почала відроджувати сімейну справу, — вдалося вивезти з Луганщини 30 бджолиних сімей. Справу продовжив син Олексій (брат Руслана) з дружиною Анастасією, — виграли грант та замовили обладнання з Польщі для виготовлення крем-меду, який продають під брендом «Конюшина», планують вихід на міжнародний ринок. Ще один брат Руслана, Максим Конюша, — приватний підприємець, займається доставкою питної води у Канєві та районі, став одним з переможців конкурсу бізнес-проектів «Село: Кроки до розвитку» у 2018 році.

## Нагороди та вшанування
- Указом Президента України № 98/2018 від 6 квітня 2018 року, за особисту мужність і самовіддані дії, виявлені у захисті державного суверенітету та територіальної цілісності України, зразкове виконання військового обов'язку, нагороджений медаллю «Захиснику Вітчизни» (посмертно)[12].
- Портрет Героя встановлено на Меморіалі "Стіна пам'яті полеглих за Україну" у Києві: секція 10, ряд 2, місце 10.